# لويس (فيرمونت)
لويس (بالإنجليزية: Lewis, Vermont)‏ هي بلدة تقع بولاية فيرمونت في الولايات المتحدة. تبلغ مساحتها  (كم²)، وترتفع عن سطح البحر  م، بلغ عدد سكانها 0 نسمة في عام 2010 حسب إحصاء مكتب تعداد الولايات المتحدة .

## وصلات خارجية
- The US50 - Cities and Towns in Vermont State
- Vermont Cities and Towns, Facts, Map, Flag, Colleges, Government, and More